# Campeonato Sudamericano de Béisbol 2011
El Campeonato Sudamericano de Béisbol 2011 fue la XII versión del Campeonato Sudamericano de Béisbol, el torneo de selecciones nacionales masculinas de béisbol organizado por la Confederación Sudamericana de Béisbol (CSB). Se llevó a cabo del 11 al 21 de noviembre del 2011 en Buenos Aires, Argentina.

## Clasificación final
| Posición | Equipo    |
| -------- | --------- |
| 1        | Argentina |
| 2        | Ecuador   |
| 3        | Brasil    |
| 4        | Chile     |
| 5        | Perú      |
| 6        | Bolivia   |

## Finales
| Juego    | Fecha           | Ganador   | Resultado | Perdedor |
| -------- | --------------- | --------- | --------- | -------- |
| 5° lugar | 20 de noviembre | Perú      | 5-2       | Bolivia  |
| Bronce   | 21 de noviembre | Brasil    | 10-0      | Chile    |
| Oro      | 21 de noviembre | Argentina | 5-0       | Ecuador  |

| Bandera de Argentina |
| Campeón Argentina    |
| Tercer título        |